# Kristoffer Wichmann
Kristoffer Wichmann (født 16. juni 1981) er tidligere dansk professionel fodboldspiller, som har UEFA Pro Licens samt DBU’s A-træneruddannelse. I sin spillerkarriere nåede han at spille for bl.a. Aalborg Chang, Hvidovre, Køge, Fremad Amager, HIK og for FC Vestsjælland i Superligaen. Han har tidligere været cheftrænertræner for HIK og Kolding IF samt assistentræner i 1. FC Union Berlin.
I sin aktive karriere var Kristoffer Wichmanns primære position på banen i forsvaret og sekundært på den defensive midtbane.

## Fodboldkarriere

### Ungdom
Wichmann fik sin fodboldopdragelse i Støvring IF og AaB og har tidligere spillet for naboklubberne Aalborg Chang og Nørresundby Boldklub. I Wichmanns ungdom og ungseniorkarriere har han både spillet som angriber og kantspiller, før han fandt sig til rette med sin nuværende position som højreback.

### Hvidovre IF
Wichmann sluttede sig til 1. divisionsklubben Hvidovre IF i sommeren 2001 og blev noteret for 24 kampe og to scoringer i hans ene sæson på divisionsholdet. Wichmann debuterede på klubbens førstehold efter en indskiftning den 5. august 2001 på hjemmebane mod B.93 og fik lavet sit debutmål mod FC Fredericia i efteråret 2001. Wichmann forlod klubben igen efter Peter Schmeichel havde afhændet sine investeringer i Hvidovre IF.

### Hellerup IK
Inden 2002/03-sæsonen tog Wichmann nordpå til Hellerup, hvor han lavede en aftale med 1. divisionskollegaerne fra Hellerup IK og endte med at spille hele 2002/03-sæsonen. I vinterpausen 2002/03 blev Wichmann imidlertid inviteret til en uges prøvetræning med talenttruppen hos italienske Juventus FC, hvor hans onkel Jens Bangsbo Andersen var klubbens assistenttræner. Træningsopholdet, der var arrangeret af Wichmanns agent Sonny Kovacs fra Europe Sports Management, og den senere prøvetræning hos Akademisk Boldklub endte dog ikke i en kontraktunderskrivelse.

### BK Skjold
Efter Wichmanns kontraktudløb med HIK, som samtidig rykkede ned i 2. division, skulle Wichmann oprindeligt have spillet efterårssæsonen 2003 som amatør i 1. divisionsklubben Boldklubben Skjold for at bevise sit værd. Grundet indsatsen til prøvetræningen inden sæsonstarten valgte den daværende cheftræner Lars Højer Nielsen sammen med klubledelsen dog alligevel at underskrive kontrakt en et-årig kontrakt med kantspilleren kort tid efter. Som københavnernes mest benyttede spiller i 2003/04-sæsonen, hvor Wichmann med undtagelse af omkring en times spil deltog i alle sæsonkampene (med en enkelt scoring mod Ølstykke FC i næstsidste spillerunde), blev dette efterfulgt af en kontraktforlængelse for den kommende sæson, hvor han også var fast mand i førsteholdstruppen. I foråret 2004 blev Wichmann rykket ned som offensiv højre back, hvor han som udgangspunkt har spillet sidenhen.

### Køge BK
Den daværende cheftræner, englænderen Greg Rioch, som netop var tiltrådt hos Superliga-nedrykkerne Herfølge Boldklub, hentede Wichmann som sin første spiller fra Østerbro-klubben på en to-årig kontrakt og blev udset til at være en del af overbygningsholdet "Køge HB" HB planlagde at etablere sammen med naboklubben Køge Boldklub. Kort tid efter skiftet blev hans kontrakt dog gjort ugyldig, da overbygningsplanerne blev afblæst, fusionstruppen opdelt på ny mellem klubberne og daværende investor og formand for Køge Boldklub Clive Stapleton trådte samtidig helt ud af projektet og dansk fodbold. Højrebacken valgte derfor at følge med Greg Rioch tilbage til Køge Boldklub, hvor han debuterede i 1. division den 30. juli 2005 på udebane mod Brabrand IF. Wichmann blev hurtigt fast mand og profil i førsteholdstruppen, der spillede om den ene af oprykningspladser til Superligaen i 2005/06-sæsonen (fjerdeplads) og i efteråret 2006 (midlertidig andenplads i vinterpausen). I forbindelse med Køge Boldklubs betalingsstandsning i foråret 2007 (fritstillelse af klubbens spillere skete officielt den 6. marts 2007) var han til prøvetræning hos Sogndal Fotball for at tilspille sig en ny kontrakt. Det blev ikke til en aftale med den norske fodboldklub og han besluttede sig for at vende tilbage og spille den resterende del af forårssæsonen i Køge Boldklub.

### AB
En klausul i forsvarsspillerens kontrakt med Køge Boldklub gjorde, at Wichmann efter sæsonen som transferfri kunne lave en øjeblikkelig et-årig aftale med Gladsaxe-klubben Akademisk Boldklub den 16. juli 2007. Wichmann spillede dog kun efterårssæsonen 2007 for akademikerne, hvor han deltog i sæsonens otte første kampe med en enkelt scoring til følge (et hovedstødsmål i en kamp mod FC Fredericia), før et rødt kort (andet gule kort) den 16. september og en efterfølgende skade satte ham ud af spillet resten af efteråret. Efter gensidig aftale med klubbens ledelse fik han sin spillerkontrakt ophævet og forlod klubben efter den sidste kamp i efteråret for at fokusere på et civilt arbejde hos en engelsk virksomhed i nogle måneder under hans genoptræningsperiode. Førhen arbejdede han hos Danske Spil.

### Fremad Amager
Efter syv år i 1. division, valgte Wichmann kort før julen 2007 at underskrive en to-årig kontrakt med 2. divisionsklubben Fremad Amager, der overvintrede på en førsteplads i østpuljen. Wichmann spillede i Amager-klubben frem til klubbens konkurs i marts 2009, hvor han sammen med resten af spillertruppen blev fritstillet til at finde en ny arbejdsgiver.

### FC Vestsjælland
Efter Fremad Amagers (FC Amager) konkurs i marts 2009 tog det ikke lang tid for Wichmann at finde en ny klub. Sammen med klubkammeraten Daniel Udsen blev Wichmann således præsenteret i FC Vestsjælland allerede ugen efter. Efter et par måneder i klubben blev Wichmann udnævnt til anfører af cheftræner Michael Schjønberg. Wichmann stoppede i FC Vestsjælland den 2. april 2013, da han var for påvirket af sin matchfixing-sag med DBU til at spille for klubben i foråret.

## Trænerkarriere
Sideløbende med sin aktive karriere tog Kristoffer Wichmann DBU's A-træneruddannelse og har således DBU A-licens.
Den 16. november 2018 annoncerede Hellerup IK, at klubben havde ansat Kristoffer Wichmann som ny cheftræner på en to-årig kontrakt.
Den 28. februar 2021 annoncerede Kolding IF, at de havde ansat Kristoffer Wichmann som ny cheftræner. "Det er en ekstremt dygtig træner, der på kort tid har gjort sig bemærket som en stærk leder," sagde Frederik Lund. Samtidig udtalte HIK's Per Frimann, at "vi mister vi noget meget værdifuldt, nemlig Kristoffers fantastiske dedikation og professionalisme."

## Spil på egne kampe
Den 4. februar 2013 mens Kristoffer Wichmann spillede i FC Vestsjælland blev Wichmann kendt skyldig i en sag om matchixing niveau 1 i forbindelse med spil på sejr i egen kamp. I forbindelse med dommen blev Wichmann idømt et halvt års karantæne for at have spillet på egen kamp samt forsøgt at sløre sine handlinger og ikke samarbejde med Dansk Boldspil-Union (DBU) om sagens opklaring. Sagen var den første i Danmark, hvor der blev foretaget efterforskning som en matchfixing Niveau 2-sag, hvilket er defineret som bookmaking i "organiseret fællesskab". DBU kunne dog ikke føre bevis for, at der var foregået Niveau 2-matchfixing.
Omdrejningspunktet i sagen var en pokalkamp mellem FC Vestsjælland og Ballerup-Skovlunde den 31. august 2011, hvor Wichmann havde spillet et beløb på FC Vestsjælland sejr, selvom han blev indskiftet i kampen efter 56 minutter ved stillingen 4-0 til FC Vestsjælland. Dermed overtrådte han DBU's etiske kodeks samt en tilsvarende bestemmelse i sin spillerkontrakt ang. Cirkulæret om Matchfixing.
Wichmann valgte umiddelbart efter dommen at anke kendelsen, da han begærer sig uskyldig og mener at DBU bruger ham til at skaffe politisk opmærksomhed om matchfixing-problemet. Mens anken bliver behandlet og politiet afslutter efterforskningen, er Wichmann ikke karantæneramt. I forlængelse af denne sag, udtaler Jens Evald, professor i retsvidenskab, citat: "det burde ikke hedde matchfixing".
Kort efter kendelsen fra DBU blev Wichmann suspenderet fra FC Vestsjælland. Klubben ophævede dog suspenderingen den 14. marts 2013, da Wichmanns karantæne blev ophævet som følge af en igangværende anke-sag. I forbindelse med indrømmelse af spil på egen kamp sagde Kristoffer Wichmann op i FC Vestsjælland.
Under den efterfølgende ankesag, der blev behandlet som en tilståelsessag, blev karantænen nedsat med fem uger, ligesom der blev givet en bøde for overtrædelse af DBU's love.
Ved kendelse af 27. juni 2013 blev Wichmanns karantæne forlænget til den 31. december 2013, ligesom han blev pålagt en bøde på 30.000 kr. for at have spillet på en række yderligere kampe, der ikke var omfattet af den første sag, herunder to kampe, hvor Wichmann havde spillet på uafgjort i egne kampe. Denne karantæne blev den 29. august 2013 forkortet og Wichmanns karantæne var således udstået pr. 5. august 2013. Wichmann var derfor igen spilleberettiget og skrev kort efter kontrakt med den nyoprykkede 1. divisionsklub Hvidovre IF.
DBU indgav tillige politianmeldelse mod Wichmann med henblik på et strafferetsligt efterspil, men politiet fandt ikke grundlag for at rejse tiltale mod Wichmann.

## Ekstern kilde/henvisning
- Spillerprofil på fca.dk Arkiveret 2. oktober 2008 hos  Wayback Machine
- Kristoffer Wichmann Transfermarkt.dk